# 特拉维斯卡尔潘特库特利

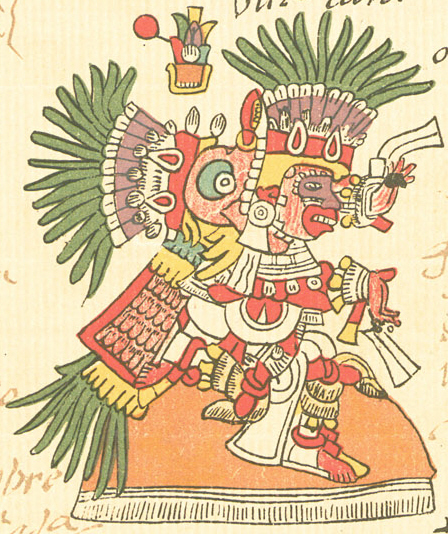
特莱里亚诺-雷曼西斯手抄本中的特拉维斯卡尔潘特库特利形象，其头顶的象形文字为阿兹特克历法中的芦苇标志

特拉维斯卡尔潘特库特利（[t͡ɬaːwiskaɬpanˈtekʷt͡ɬi]，意为“黎明之主”）是阿兹特克宗教中的金星（启明星）之神。他被视为一位危险、邪恶的神祇，与克特萨尔科瓦特尔（即羽蛇神）有一定关联。
其名由纳瓦特尔语中的“tlahuizcalpan（意为“黎明”）”与“tecuhtli（意为“主宰者”）” 二词组成。

## 神话

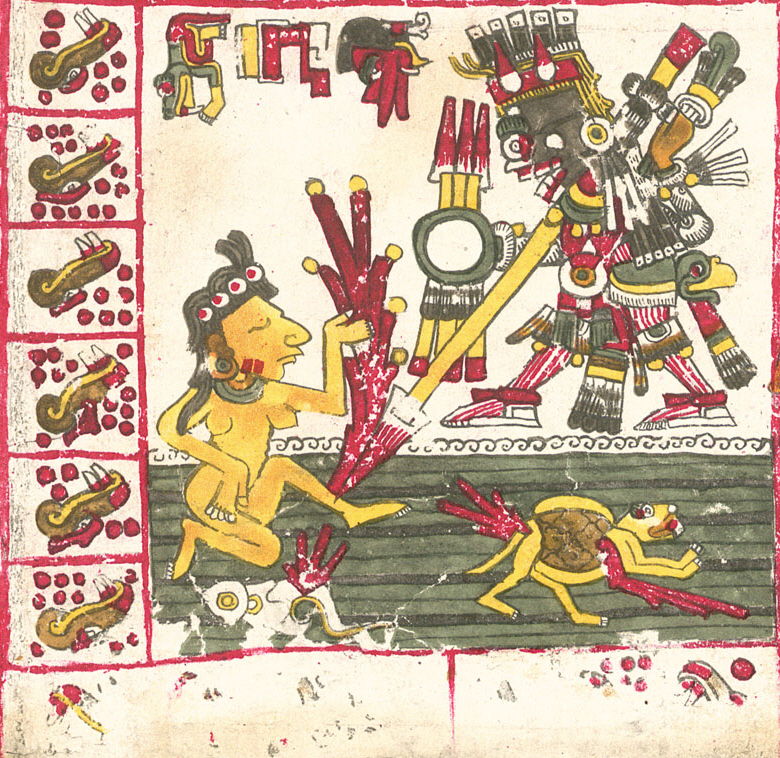
特拉维斯卡尔潘特库特利正手持标枪伤害一女子（波吉亚手抄本）

托里比奥·德贝纳文特·莫托里尼亚的纪念碑、《墨西哥历史》（Histoyre du Mechique）及库奥蒂特兰年鉴（Annals of Cuauhtitlan）中皆记载，托尔特克帝国的统治者阿卡特尔·托皮尔特辛死后化为金星。
传说中，特拉维斯卡尔潘特库特利试图用箭射击太阳神托纳蒂赫，但未命中却射死了自己，而后化作黑曜石和冰冷之神伊兹特拉科利赫基。

## 影响
人们认为，特拉维斯卡尔潘特库特利通过投掷标枪来伤害人。据库奥蒂特兰年鉴记载，阿卡特尔·托皮尔特辛死后，在米克特兰（即阿兹特克神话中的地府）花费了四天时间磨制标枪，而后化作金星。
该年鉴列出了他的受害者：在奎兹帕林一日（Cuetzpalin 1）杀死老人；在奥塞洛特尔一日（Ocelotl 1）、马萨特尔一日（Mazatl 1）以及索奇特尔一日（Xochitl 1）杀死小孩；在阿卡特尔一日（Acatl 1）杀死贵族；在奥林一日（Olin 1）杀死了年轻人；在米基斯特利一日（Miquiztli 1）则将所有人杀害；在基亚维特尔一日（Quiyahuitl 1）他“射杀”了雨，故不再降水；在阿特尔一日（Atl 1），其造成了干旱。

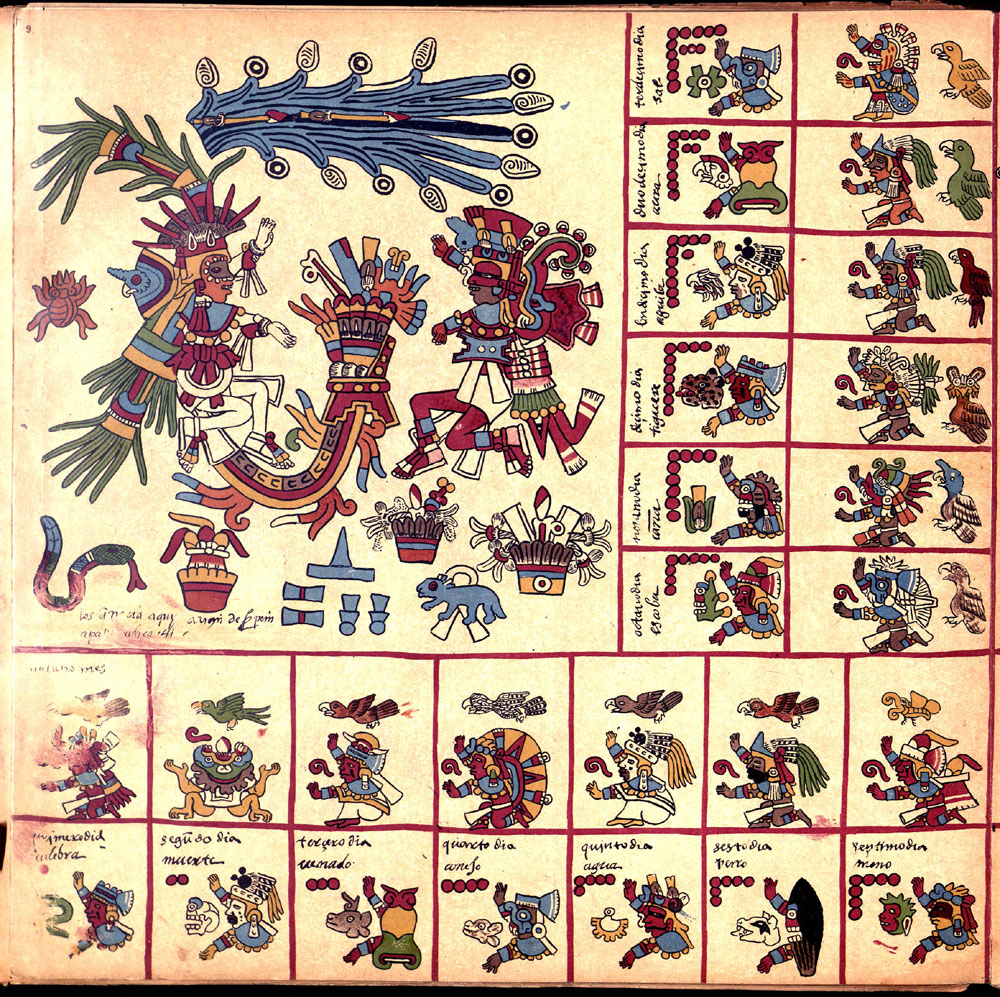
特拉维斯卡尔潘特库特利（左）与希赫特庫特利（右），周围为其所主宰的各月份（波旁尼克手抄本）

## 历法
阿兹特克历法中，特拉维斯卡尔潘特库特利与火之神希赫特库特利共同掌管从科瓦特尔一日（Coatl 1）到奥林十三日（Olin 13）这一个月份（trecena）。

## 注解
1. 1 2  Quiñones Keber (1995): p. 175.
2. ↑  Nahuatl Dictionary. (1997). Wired Humanities Project. University of Oregon. Retrieved September 1, 2012, from link （页面存档备份，存于）
3. ↑  Bierhorst (1992): p. 36.
4. ↑  Bierhorst (1992): pp. 148–149.
5. ↑  Bierhorst (1992): pp. 36–37.
6. ↑  此处提到的各日期均使用阿兹特克神圣历中的写法。
7. ↑  Quiñones Keber (1995): pp. 175–176.